# Claudio D'Amato Guerrieri
Claudio D'Amato Guerrieri (Bari, 22 dicembre 1944 – Roma, 6 agosto 2019) è stato un architetto e teorico dell'architettura italiano.

## Biografia
Nel 1971 si laureò in architettura presso l'università "La Sapienza" di Roma. Qui, nel 1974, conseguì il diploma della scuola di perfezionamento per lo studio e il restauro dei monumenti.
Nel 1987 diventò professore ordinario alla facoltà di architettura dell'Università degli Studi "Mediterranea" di Reggio Calabria, per poi trasferirsi nel 1991 alla facoltà di architettura del Politecnico di Bari, presso la quale fu a più riprese preside e direttore di dipartimento. 
Sino al pensionamento, nel 2015, tenne i corsi di composizione architettonica, composizione architettonica e urbana, progettazione architettonica, progettazione urbana, teoria dell'architettura e storia dell'architettura contemporanea.
Dal 2003 fu membro di Intbau/Ictp. 
Dal 2010 era anche direttore della rete interuniversitaria italiana Retevitruvio.
Il 16 marzo 2016 ricevette dal Presidente della Repubblica Sergio Mattarella presso il Palazzo del Quirinale il premio "Presidente della Repubblica", nello specifico il Premio dell'Accademia Nazionale di San Luca, per l'anno 2014.
Morì il 6 agosto 2019.

## Opere
Dal 1978 realizzò dieci opere. A partire dalla seconda metà degli anni novanta del Novecento l'attività di progettazione si sviluppò prevalentemente in forma sperimentale, attraverso la partecipazione a diversi concorsi di architettura. Partecipò nel 2006 alla X Mostra internazionale di architettura a Venezia come curatore dell'esposizione Città di pietra.
- Villa Reggini, San Marino, 1980/1982;
- Ristorante Primavera, Mosca, Russia, 1986;
- Rifacimento delle aree di rappresentanza dell'Hotel Minerva, Roma, Italia, 1987;
- “Giardino delle Ore”, Roma, Italia, 1993;
- Edificio della facoltà di agraria dell'Università degli Studi "Mediterranea" di Reggio Calabria, Reggio Calabria, Italia, 1986/1993;[7]
- Teatro all'aperto Skené, a Cursi (LE), Italia, 1994/1995;
- Struttura voltata in pietra armata, Bari, Italia, 1997;
- Cappella funeraria Formica, cimitero di Adelfia (BA), Italia, 1999/2000;
- “Escalier Ridolfi” per Marmomacc–Veronafiere, Verona, Italia, 2005;
- Allestimenti (portale e obelisco) in pietra armata per la X Mostra internazionale di Architettura della Biennale di Venezia, Venezia, Italia, 2006;

## Pubblicazioni
A partire dal 1969 produsse in totale 239 pubblicazioni, tra le quali 24 articoli in riviste, 5 monografie, l'edizione critica delle opere di Mario Ridolfi e alcuni saggi sulla stereotomia. Numerosi i suoi contributi sulla didattica dell'architettura.